# 狼牙
《狼牙》是一部香港電影，吳京、李忠志聯合執導，亦是兩人第一次作導演。
根據《電影檢查條例》，本片列為青少年及兒童不宜（IIB）。

## 劇情
香港黑幫老大馬爺為躲避國際刑警通緝來到離島寺廟，卻在颱風即將來臨前夕死亡，頭顱一夜之間失蹤，黑幫集團也派遣殺手（林雪、田啟文）開始謀劃周密的復仇計劃。 
武功高強的神秘男子阿布（吳京飾）為復仇奪取馬爺頭顱，卻因為颱風被迫留在離島，因緣巧合下幫助離島警察曉禾抓獲通緝犯，並萌生愛意。 
黑幫集團為搶回屍首，血洗警局，警探靚保（方力申飾）也因此喪命。馬爺命案引來國際刑警餘Sir（鄭浩南飾）注意，為了追尋神秘兇手，黑白兩道集結全島，被困離島的黑幫殺手、國際警察、神秘兇手開始一場你追我逐的亡命逃殺。 
黑幫集團為了引出兇手，綁架了曉禾，為了救回曉禾，阿布化身為戰狼殺入敵陣。赤手空拳以一敵百，以自己生命拯救愛人最後一場惡鬥……。

## 演員
- 吳　京 飾 布同林
- 盧靖姍 飾 曉禾
- 方力申 飾 靚保
- 鄭中基 飾 馮志強
- 森　美 飾 泰山
- 鄭浩南 飾 余 Sir
- 惠英紅 飾 老媽子 / 老闆娘
- 姜寶成
- 寇佔文 飾 馬添壽
- 許紹雄 飾 關公
- 盧惠光 飾 賊匪首領
- 林　雪 飾 肥榮
- 田啟文 飾 白炸
- 青山倫子 飾 馬太

## 延伸阅读
[在维基数据编辑]

## 外部連結
- 開眼電影網上《狼牙》的資料（繁體中文）
- 香港影庫上《狼牙》的資料（繁體中文）
- 豆瓣电影上《狼牙》的資料 （简体中文）
- 时光网上《狼牙》的資料（简体中文）
- 爛番茄上《狼牙》的資料（英文）
- AllMovie上《狼牙》的资料（英文）
- 互联网电影数据库（IMDb）上《狼牙》的资料（英文）